# 모카 철도
모카 철도 주식회사(일본어: 真岡鐵道 株式会社)는 일본의 철도 기업이다.
동일본 여객철도 모카 선을 계승하기 위하여 1987년에 제3 섹터 방식으로 설립되었다.

## 역사
- 1987년 10월 12일: 설립.
- 1988년 4월 11일: 동일본 여객철도에서 모카 선을 계승.

## 보유 철도 노선
- 모카 선(41.9 km, 17역)

## 보유 차량

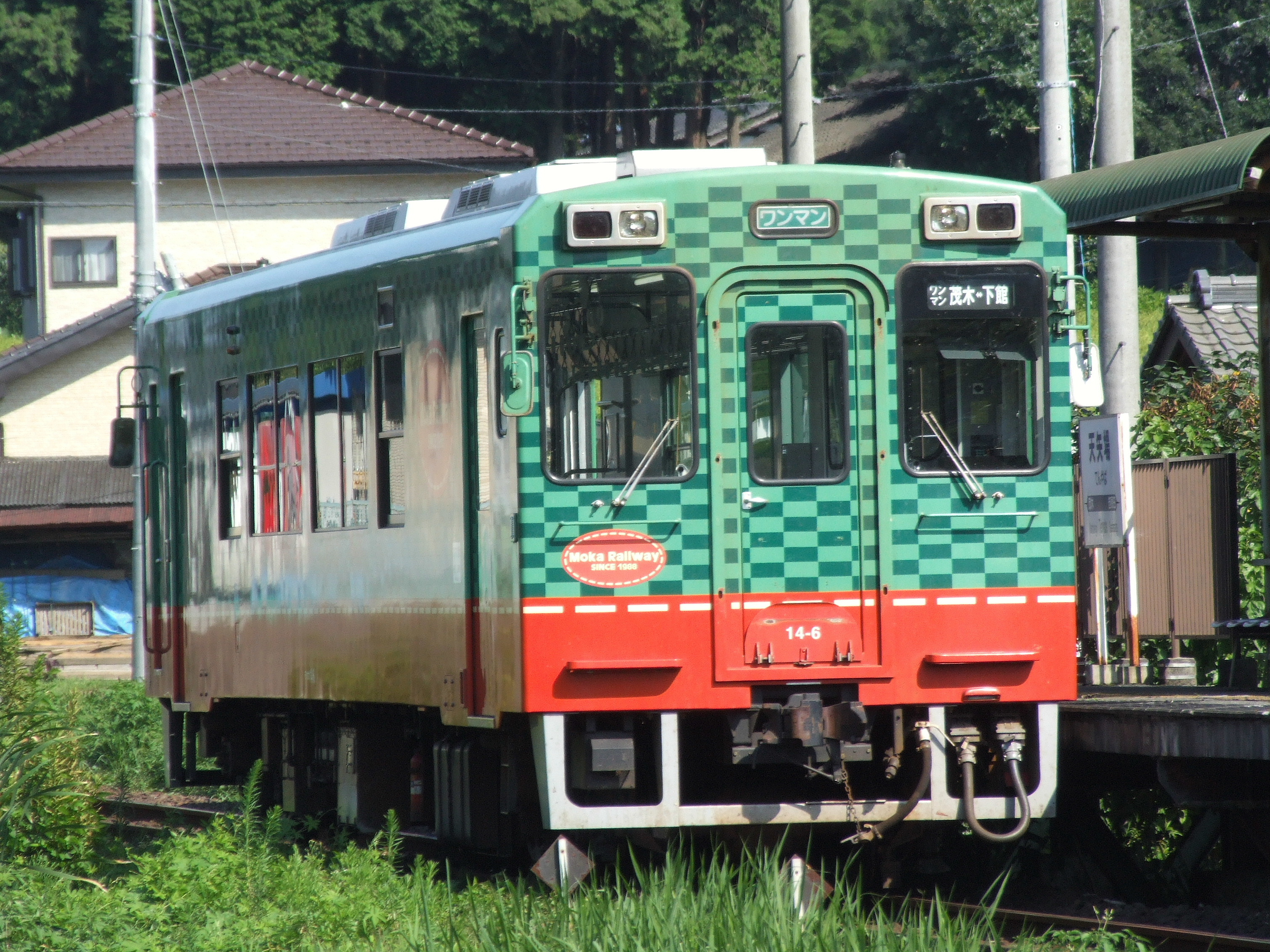
모카14형
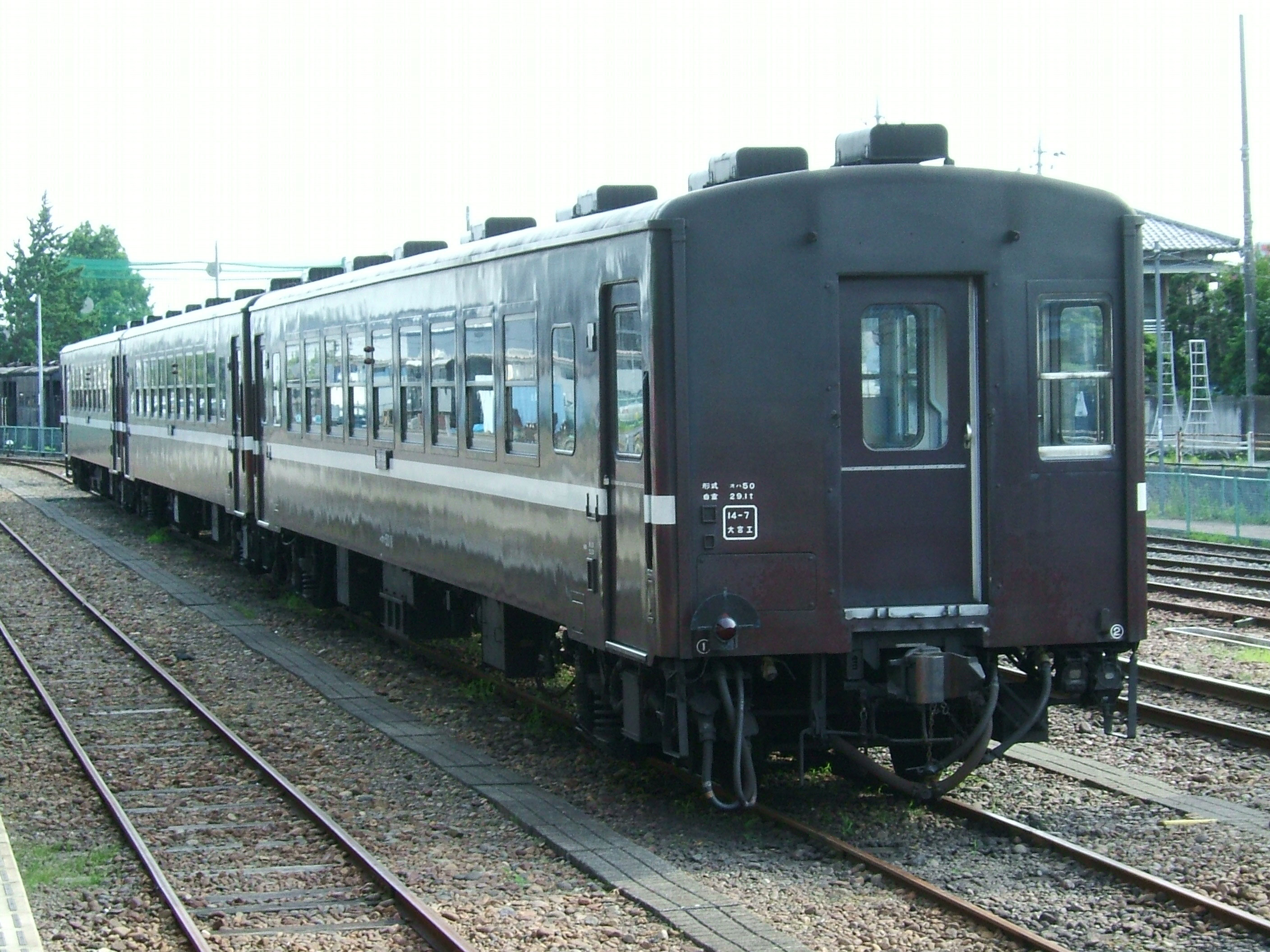
오하50 11, 오하50 22. 오하후50 33
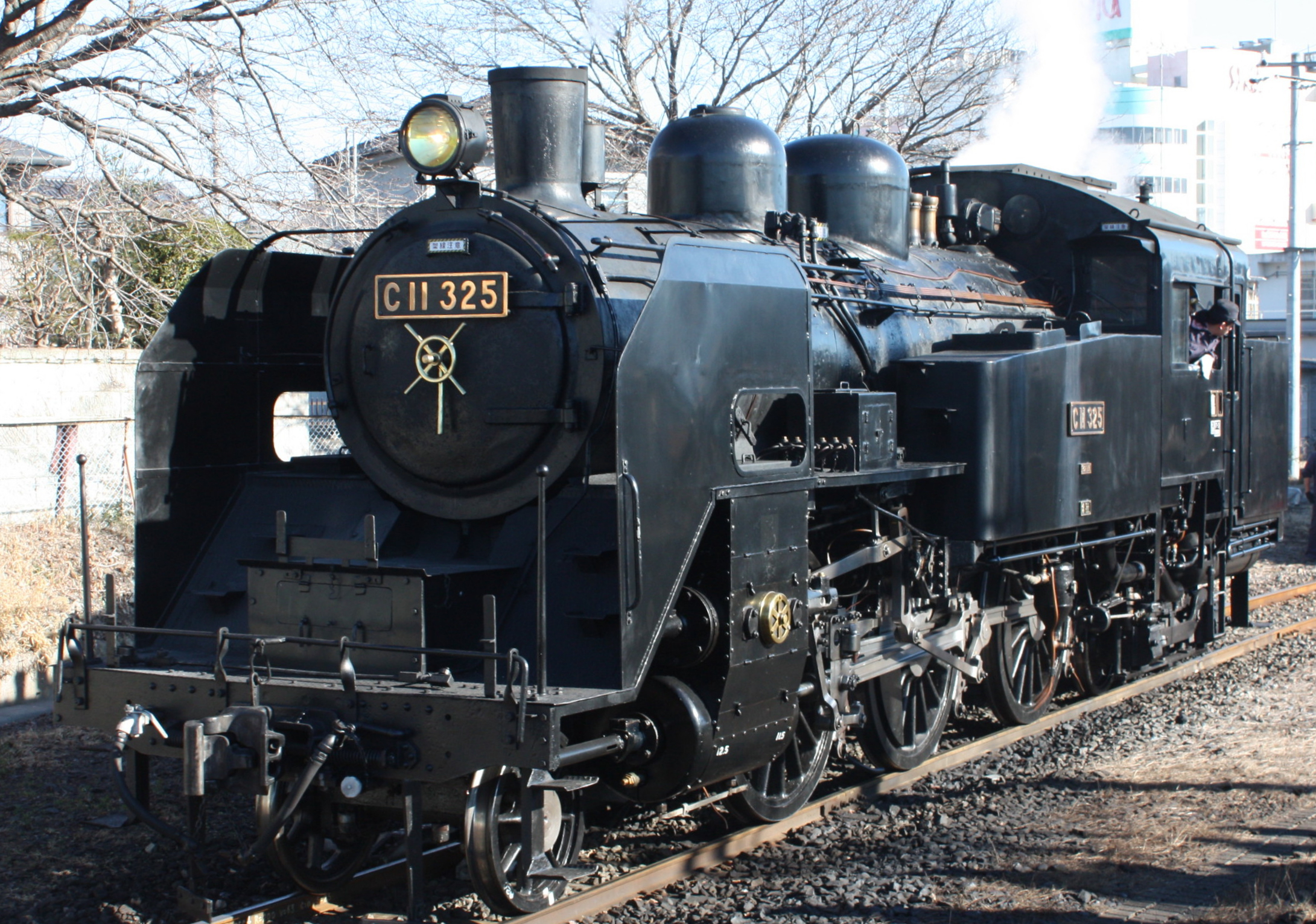
C11 325
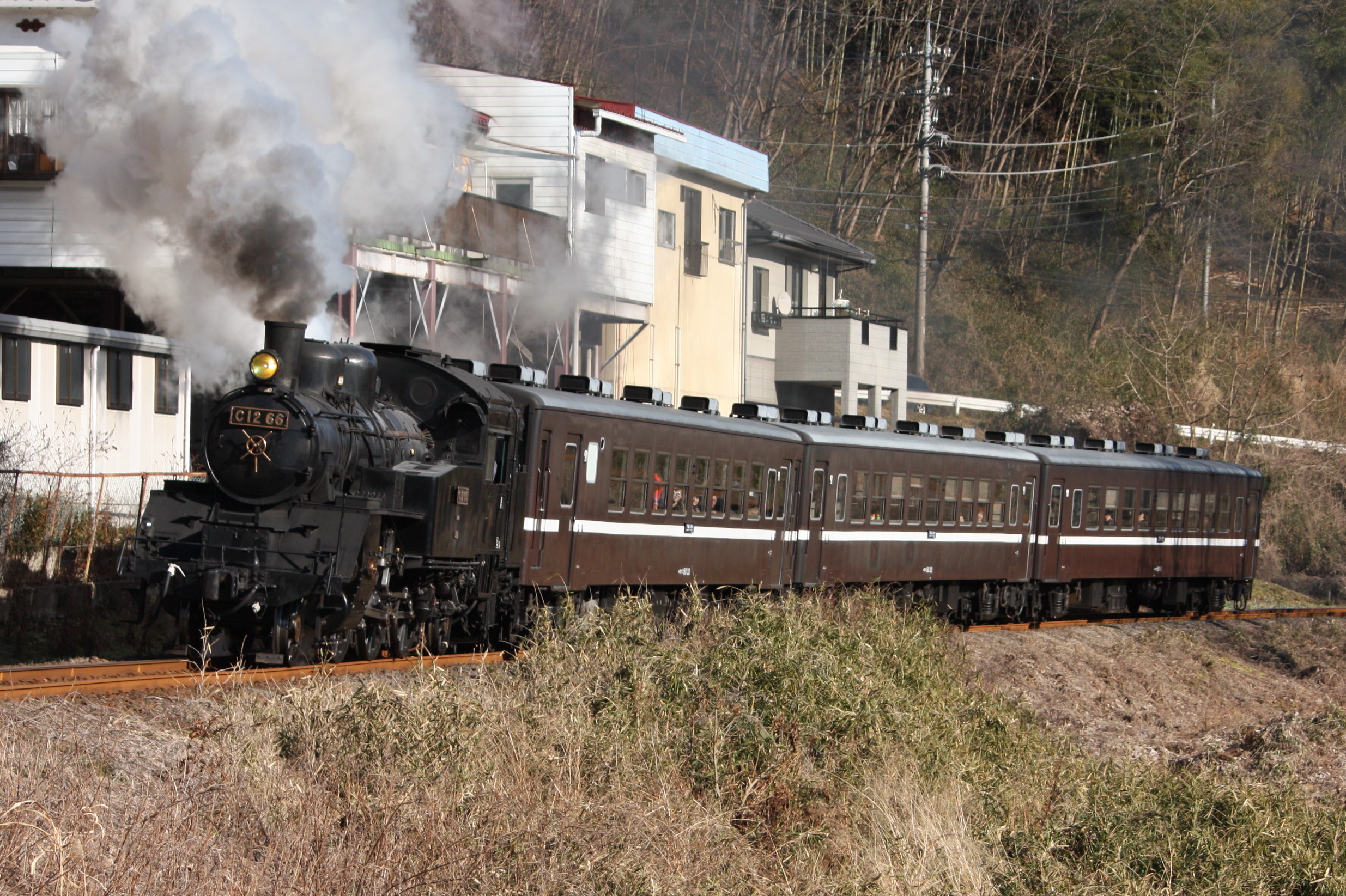
C12 66
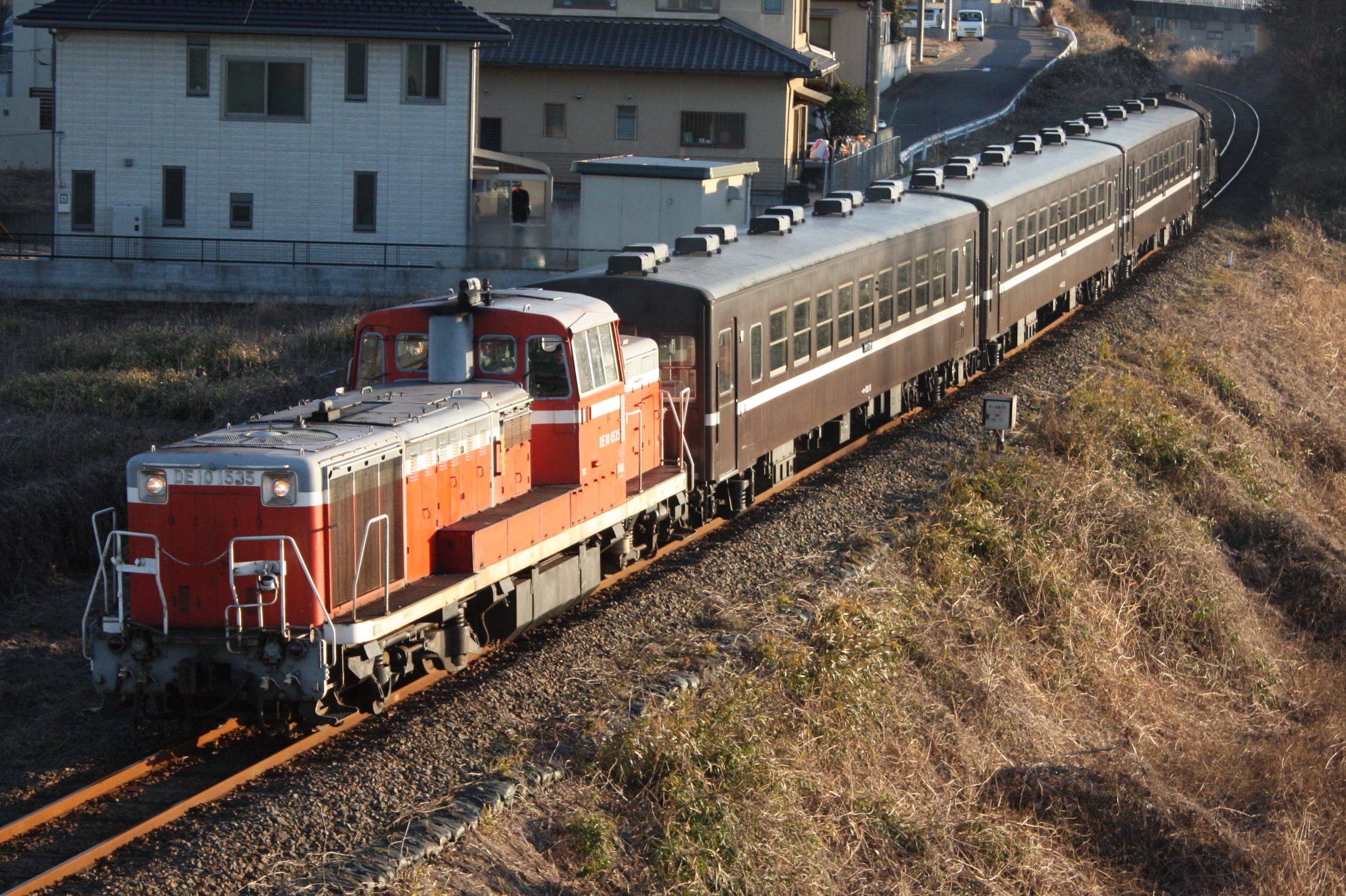
DE10 1535

- 모카14형
- 오하50형, 오하후50형
- C11 325
- C12 66
- DE10 1535